# Borchgrevink-Gletscher
Der Borchgrevink-Gletscher ist ein großer Gletscher in den Victory Mountains des ostantarktischen Viktorialands. Er fließt in südlicher Richtung zwischen dem Malta-Plateau und der Daniell-Halbinsel und mündet unmittelbar südlich des Kap Jones in Form einer langen Gletscherzunge (73° 21′ S, 168° 50′ O) in die Glacier Strait des Rossmeers.
Teilnehmer der New Zealand Geological Survey Antarctic Expedition (1957–1958) benannten sie nach dem norwegischen Polarforscher Carsten Egeberg Borchgrevink (1864–1934), Leiter der britischen Southern-Cross-Expedition (1898–1900), der bei dieser Forschungsreise im Februar 1900 den seewärtigen Teil des Gletschers besuchte.